# مدال نقره

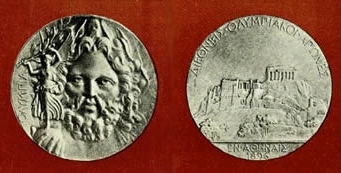
مدال نقرهٔ المپیک ۱۸۹۶

مدال نقره یا نشان نقره همان‌گونه که از نام آن پیداست، نشانی است ساخته‌شده از آلیاژ فلز اصلیِ نشان همراه با مقداری نقره یا فقط روکشی از نقره بر روی نشان.
مدال نقره معمولاً به نفر دوم رقابت تعلق می‌گیرد. این رقابت می‌تواند ورزشی یا غیرورزشی باشد؛ مانند رقابت‌های المپیک یا بازی‌های کشورهای مشترک‌المنافع. نفر اول نشان طلا و نفر سوم نشان برنز می‌گیرد.